# Hechtia lundelliorum
Hechtia lundelliorum är en gräsväxtart som beskrevs av Lyman Bradford Smith. Hechtia lundelliorum ingår i släktet Hechtia och familjen Bromeliaceae. Inga underarter finns listade i Catalogue of Life.